# アンドラニク・テイムリアン
アンドラニク・テイムリアン（ペルシア語: آندرانيک تيموريان, ラテン文字表記: Anderanik Teymourian, 1983年3月6日 - ）は、イラン・テヘラン出身の元同国代表サッカー選手。現役時代のポジションはミッドフィールダー（センターハーフ）。
中盤でゲームを組み立てるタイプのミッドフィールダーで、威力のあるミドルシュートも装備。サイドハーフでもプレーできる。甘いマスクで、イラン国内では非常に人気がある。
アルメニア系イラン人で、キリスト教徒である。なお、2015年には非ムスリム（非イスラム教徒）として史上初めてイラン代表のキャプテンとなった。

## 経歴
イランのクラブでプロデビューした後、2006年にイングランド・プレミアリーグのボルトン・ワンダラーズFCに移籍。2007年4月7日のウィガン・アスレティックFC戦で2得点を記録するなど活躍した。2008年6月12日、フラムFCへ加入した。2009年2月からシーズン終了まではフットボールリーグ・チャンピオンシップのバーンズリーFCへ期限付き移籍した。
2010年9月、トラークトゥール・サーズィーFCへ移籍しイランに復帰した。翌年7月にはかつてユースチームに所属したエステグラルFCに移籍。
2012-13シーズンはカタール・スターズリーグのアル・ハリティヤートSCで1年間プレーした。
2013年7月18日、エステグラルに復帰したが、クラブとの金銭的問題により2014年11月30日に契約解除した。

## 代表歴

### 出場大会
- イラン代表
  - 2006 FIFAワールドカップ
  - 2014 FIFAワールドカップ

### 試合数
- 国際Aマッチ 101試合 9得点（2005年-2016年）[5]

| イラン代表 | 国際Aマッチ | 国際Aマッチ |
| 年         | 出場        | 得点        |
| ---------- | ----------- | ----------- |
| 2005       | 3           | 0           |
| 2006       | 14          | 1           |
| 2007       | 6           | 1           |
| 2008       | 8           | 0           |
| 2009       | 11          | 2           |
| 2010       | 11          | 2           |
| 2011       | 11          | 2           |
| 2012       | 5           | 0           |
| 2013       | 7           | 0           |
| 2014       | 7           | 0           |
| 2015       | 14          | 1           |
| 2016       | 4           | 0           |
| 通算       | 101         | 9           |

## タイトル

### クラブ
エステグラル
- ハズフィー・カップ : 2011-12

ナフト・テヘラン
- ハズフィー・カップ : 2016-17

### 個人
- イラン年間最優秀選手 : 2013-14
- ペルシアン・ガルフ・プロリーグベストイレブン : 2014-15